# Sankt Petri skola
Sankt Petri skola, eller enkelt Petri, är en kommunal gymnasieskola på Fersens väg i stadsdelen Hästhagen i centrala Malmö. Skolan, byggd mellan 1904 och 1908, är en av Malmös äldsta och största gymnasieskolor. Eleverna på skolan kallas i folkmun petrioter. Idag (2025) har skolan elever i två nationella program. 

## Historia
Skolan bildades 1902 som Malmö allmänna lägre läroverk. 1905 ombildades den till en realskola med namnet Malmö Realskola och från 1915 Realskolan i Malmö. Till skolan hörde från 1952 ett kommunalt gymnasium.
I anslutning till att förstatligande av gymnasieskolan påbörjades 1958 fick skolan då namnet Sankt Petri högre allmänna läroverk. Skolan kommunaliserades 1966 och namnändrades därefter till Sankt Petri skola. Studentexamen gavs från 1956 till 1968 och realexamen från 1912 till 1965.
Den nuvarande skolbyggnaden invigdes 1908. Arkitekten var John Smedberg och byggnaden bär drag av ett tyskt barockslott. Byggnaden som skolan huserar i hade en otillfredsställande ventilation och detta var den grundläggande anledningen till en större renovering 2008–2009. Verksamheten förlades då till gamla Pildammsskolan. Efter renoveringen återupptogs undervisningen i den gamla byggnaden höstterminen 2009.

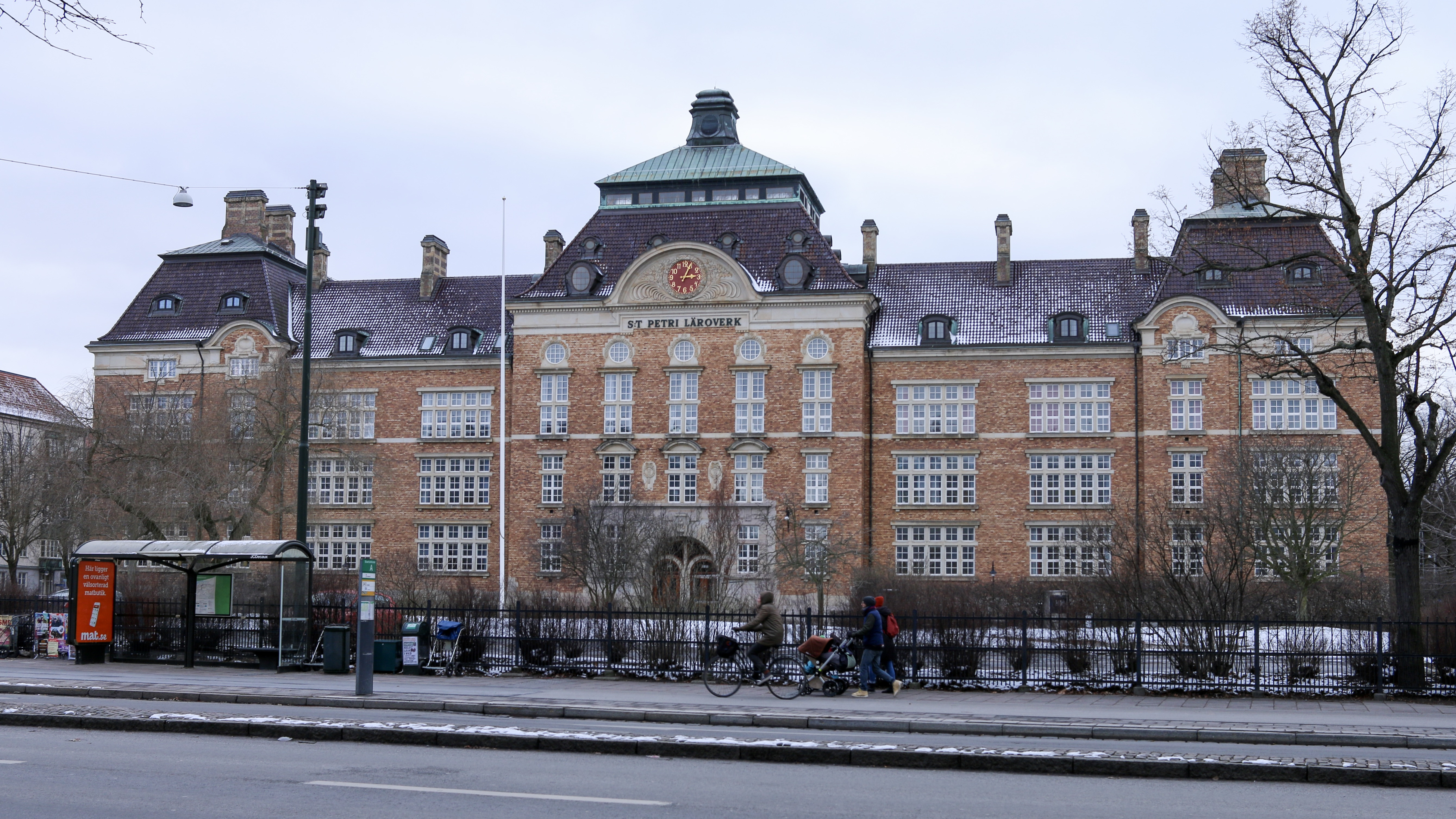
Sankt Petri skola 2017

Den nuvarande rektorn är Eva Daun.

## Utbildning
Skolan erbjuder två program. Naturvetenskapsprogrammet och samhällsvetenskapsprogrammet som har inriktningarna beteendevetenskap och samhällsvetenskap.
| Utbildningar                                   |
| ---------------------------------------------- |
| Naturvetenskapsprogrammet Naturvetenskap       |
| Samhällsvetenskapsprogrammet Samhällvetenskap  |
| Samhällsvetenskapsprogrammet Beteendevetenskap |